# Temoaya
Temoaya es una localidad del Estado de México, es la cabecera del Municipio de Temoaya. En el censo de 2020 estaba poblado por 3630 habitantes.
Temoaya es considerado, actualmente, la patria del pueblo otomí, por ser el municipio que cuenta con el mayor número de habitantes de esta etnia en el Estado de México, los cuales han sido considerados la "primera luz en el amanecer de nuestra historia". Consciente de la importancia histórica de este grupo social, el gobierno del Estado de México erigió en 1980 el Centro Ceremonial Otomí como un monumento destinado a preservar las tradiciones y rescatar la identidad de este pueblo.
De acuerdo con la "Declaración de Temoaya" de 1979, desde este centro cultural y educativo habrá de pugnarse porque sea reconocida legalmente la complejidad étnica de la nación.

## Toponimia
Temoaya está compuesto por el ideograma de tepetl "lugar, sitio o cerro" y el de otli "camino", donde las huellas del caminante se hayan descendiendo para indicar que se trata de un "lugar de bajada".

## Patrimonio Natural, Cultural e Histórico
Santuarios
- Santuario del Agua y Forestal Subcuenca Tributaria Río Mayorazgo-Temoaya
- Santuario del Agua y Forestal Subcuenca Tributaria Presa Antonio Alzate.

Parques
- Parque Estatal Ecológico, Turístico y Recreativo Zempoala La Bufa "Parque otomí-Mexica del Estado de México"
- Parque Centro Ceremonial Otomí, administrado por CEPANAF

Casas de cultura
- Casa de Cultura 2 de Marzo; Fecha de fundación 1 de septiembre de 1992[5]

Bibliotecas
- Temoayan
- Tlilcuezpalin
- Biblioteca "Silverio Galicia García"
- Tierra y Libertad
- Biblioteca "Lic. Adolfo López Mateos"
- Biblioteca "Lic. Ignacio Pichardo Pagaza"
- Biblioteca "Sor Juana Inés de la Cruz"
- Biblioteca "Ndeje"
- Biblioteca "Luis Rivera Montes de Oca"
- Biblioteca "Juan Manuel Corona"

Centros deportivos
Centro Ceremonial Otomí; Existen 3 albergues, los cuales cuentan con: Capacidad para 40 personas. Área de regaderas. Salas de televisión con chimeneas. Sanitarios. Área de masaje. 2 tinas de jacuzzi para 6 personas. Habitaciones individuales forradas con madera y alfombradas. 2 comedores con capacidad para 300 personas. Canchas de baloncesto. Gimnasio de boxeo.

## Artesanía
Rama: Textiles / Subrama
Cotón o quesquémitl
Rama: Textiles / Subrama:
Tapetes; Es el Arte ancestral de Temoaya: Destacan tapetes anudados únicos, reconocidos globalmente. Tintes naturales: Tradición de tintes vegetales y animales en fibras y telas.
Fusionan la técnica de anudado persa con diseños representativos de la cultura mexicana, existen tapetes con figuras que evocan a los emblemas de cada estado de la República, representando así a las culturas indígenas de nuestro país.
Rama: ALFARERÍA / Subrama CERÁMICA
* Vajillas, jarros, licoreras, tequileros, floreros, tazas
Técnica de dar forma a la arcilla guiando y controlando la pieza mediante distintas técnicas con la finalidad de crear objetos complejos, dando vida a artesanías decorativas, artísticas o utilitarias, son emblemáticos.

## Personajes importantes
Yeni Patricio Palacios, contribuye en la rama artesanal de producción de textiles
Tercer lugar categoría B6

## Gastronomía

##### Cultura otomí
Ha practicado la agricultura, así como la obtención de productos lacustres desde la época prehispánica.
Esta costumbre refleja en la actualidad la inclusión de sus productos gastronómicos de maíz, frijol, chile, calabaza, quelites, charales y ranas, entre otros.
Es impresionante observar cocinar a la población otomí, ya que en muchos casos aún manejan sus utensilios tradicionales y conservan su cocina de humo.

##### Entre los platillos tradicionales se encuentran
- Mole de pipián con charales y quelites
- Papas con charales
- Tacos de quelites (cenizos, corazones, malvas, chivitos, quintoniles, berros, trébol,hongos seta, etc.)
- Variedad de truchas
- Pollo con mole rojo
- Arroz rojo
- Longaniza típica
- Chicharrón de puerco
- Hongos setas
- Gusanos de maguey en temporada
- Taco placero (acociles, pescado, sacamichis, queso, cilantro, aguacate, etc.)
- Flor de calabaza
- Pulque
- Barbacoa de carnero[4]
- tamales (haba, frijol y sal)